# Mollee Gray
Mollee Shon Gray Martak (Salt Lake City, Utah, 15 de mayo de 1991) es una bailarina, actriz y cantante estadounidense. 

## Primeros años
Gray nació el 15 de mayo de 1991, es hija de Sean Gray y Thursday Martak. Comenzó a bailar a los 3 años de edad en Winter School en Salt Lake City. La mayoría de su entrenamiento de baile fue en The Dance Club, en Orem.

## Carrera profesional

### 2002-2007: Inicios de su carrera
Cuando tenía 14 años, audicionó para la película High School Musical y terminó apareciendo como una bailarina destacada. Luego audicionó para High School Musical 2 y se convirtió en la bailarina principal. Después bailó para la película de MTV The American Mall, con la estrella de The Vampire Diaries, Nina Dobrev. En 2008, fue la bailarina principal de High School Musical 3: Senior Year, donde puede ser vista en la mayoría de las escenas, como una extra o bailarina. Gray aspira a seguir una carrera de actuación y canto.

### 2008-2009: Ascenso como bailarina ySo You Think You Can Dance
Gray fue la bailarina principal de la película The American Mall y también de la película  High School Musical 3: Senior Year siendo esta la última de la saga.
En 2009, Gray audicionó en Los Ángeles para So You Think You Can Dance (Temporada 6 a la 18). A pesar de las dudas de los jueces acerca de ser demasiado joven, hizo Top 20 en su primer intento. Le fue asignado Nathan Trasoras y se dirigió a las Semifinales. Ella fue eliminada el 9 de diciembre de 2009. El día después de la eliminación de ella apareció en The Ellen DeGeneres Show donde actuó con su compañero SYTYCD bailarín Legacy.

### 2010-2011: Apariciones en TV y películas y carrera como cantante
En 2011, hizo un cameo en el episodio de Big Time Rush, "Big Time Guru". Ella también apareció en la serie de televisión de Nickelodeon, Victorious, en el episodio 'Beggin On Your Knees" y en Drop Dead Diva de Lifetime. Ella también estaba en el número "Who Run The World (Girls)", en el episodio Asian F en la tercera temporada de Glee. Su primer papel fue en la película No Strings Attached interpretando el papel de "Sari".
En 2011 Gray lanzó su primer video musical de su canción "You Don't Know Anything About Me" en línea el 7 de agosto de 2011. La canción fue escrita y producida por Jim Wirt. Más tarde lanzó su single "Wasted" en iTunes.

### 2012-presente:Teen Beach Moviey bailarina principal
Gray en 2012 fue una de las bailarinas en los American Music Awards en el número "I Knew You Were Trouble" de Taylor Swift .
Hizo el papel de "Giggles" la chica del traje de baño de tiras rosadas en Teen Beach Movie, su personaje se basa en divertirse, bailar y mover su traje de baño. 
En el 2013 realizó una audición para la 3.ª temporada de The X Factor versión estadounidense con un grupo llamado "Drama Drama" interpretando Party in the U.S.A. de Miley Cyrus, en donde recibió un NO por parte de los 3 jueces.

## Vida personal
Se comprometió en abril de 2017 con el coreógrafo estadounidense Jeka Jane, contrajeron matrimonio el 9 de septiembre de ese mismo año.

## Filmografía

### Cine
| Año  | Título                                 | Personaje           | Notas                                           |
| ---- | -------------------------------------- | ------------------- | ----------------------------------------------- |
| 2002 | Out Of Step                            | Actriz de reparto   | Papel menor, debut en el cine                   |
| 2006 | High School Musical                    | Bailarina           | Papel menor, Disney Channel Original Movie      |
| 2007 | High School Musical 2                  | Bailarina principal | Papel menor, Disney Channel Original Movie      |
| 2008 | The American Mall                      | Bailarina principal | Papel menor                                     |
| 2008 | High School Musical 3: Senior Year     | Bailarina principal | Papel menor, Disney Channel Original Movie      |
| 2011 | No Strings Attached                    | Sari                |                                                 |
| 2011 | Nickelodeon's Kids' Choice Awards 2011 | Bailarina           | Baila en el número de Big Time Rush             |
| 2013 | Teen Beach Movie                       | Giggles             | Papel secundario, Disney Channel Original Movie |
| 2015 | Teen Beach 2                           | Giggles             | Papel secundario, Disney Channel Original Movie |

### Televisión
| Año  | Título                         | Personaje                           | Notas                            |
| ---- | ------------------------------ | ----------------------------------- | -------------------------------- |
| 2009 | The Ellen DeGeneres Show       | Ella misma                          | 1 episodio, Invitada / Bailarina |
| 2009 | So You Think You Can Dance     | Ella misma / Participante           | Eliminada en la semana 7, Top 8  |
| 2010 | America's Got Talent           | Ella misma / Bailarina en 2 números | 1 episodio, invitada             |
| 2010 | Drop Dead Diva                 | Ella misma                          | 1 episodio                       |
| 2011 | Victorious                     | Ella misma / Bailarina              | 1 episodio                       |
| 2011 | The Voice                      | Ella misma / Bailarina              | 1 episodio                       |
| 2013 | Suburgatory                    | Ella misma / Bailarina              | 1 episodio                       |
| 2013 | Teens Wanna Know               | Ella misma                          | 1 episodio                       |
| 2014 | Austin & Ally                  | Parte del grupo de canto            | 1 episodio                       |
| 2014 | Radio Disney Music Awards 2014 | Ella misma                          | Entrega de premios               |
| 2015 | Amigas A Destiempo             | Bailarina                           | Parte Retro                      |
| 2015 | Doble embarazo                 | Amanda Cowan                        | Película de Lifetime             |

### Cortometrajes
| Año  | Título               | Personaje  | Notas                                    |
| ---- | -------------------- | ---------- | ---------------------------------------- |
| 2015 | The Son Of Zoolander | Ella misma | Junto a Garrett Clayton y Nathalia Ramos |

## Discografía
| Título           | Detalles del álbum                                                                                 | Notas                                        |
| ---------------- | -------------------------------------------------------------------------------------------------- | -------------------------------------------- |
| Teen Beach Movie | Fecha de lanzamiento: 16 de julio de 2013 Discográfica: Walt Disney Formatos: CD, descarga digital | Banda sonora de la película Teen Beach Movie |

## Vídeo musical
| Año  | Canción                          | Intérprete  | Director     |
| ---- | -------------------------------- | ----------- | ------------ |
| 2011 | You Don't Know Anything About Me | Mollee Gray | Brian Ramage |